# 索拉納 (佛羅里達州)
索拉納（英語：Solana）是位於美國佛羅里達州夏洛特縣的一個人口普查指定地區。

## 地理
索拉納的座標為26°56′25″N 82°01′46″W / 26.94028°N 82.02944°W，而該地最高點為海拔高度0米（即0英尺）。

## 人口
根據2010年美國人口普查的數據，索拉納的面積為4.30平方千米，當中陸地面積為4.00平方千米，而水域面積為0.30平方千米。當地共有人口742人，而人口密度為每平方千米172人。